# Cheddar

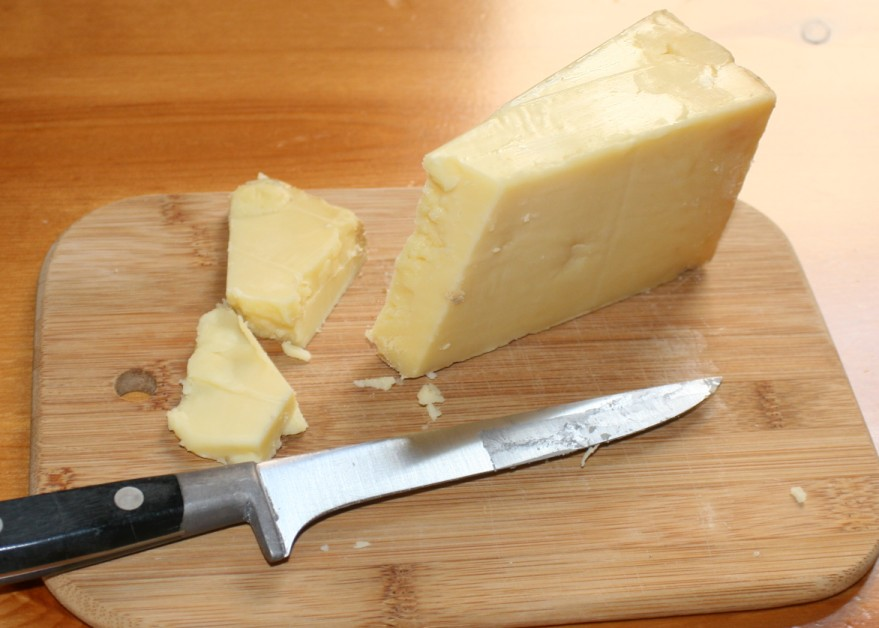
Cheddar på en ostbricka

Cheddar är en engelsk ost, ljust gul till orange i färgen och med skarp smak, ursprungligen tillverkad i den engelska byn Cheddar i Somerset. Osten har tillverkats där sedan 1100-talet och lagrades ursprungligen i grottor i närheten av byn.
Äkta cheddar är tillverkad av komjölk. Osten är hård och skorpan täckt med väv. Den lagras i minst fyra månader men blir som bäst efter en lagringstid på upp mot två år.
Ett fåtal gårdar i Somerset tillverkar fortfarande cheddar av opastöriserad mjölk. I övriga Storbritannien görs ost av cheddartyp, bland annat Lincolnshire Poacher och Tyn Grug från Wales.
Idag är cheddar världens mest imiterade ost och tillverkas över hela världen bland annat i USA, Kanada, Australien, Nya Zeeland och Sverige. I Sverige tillverkas cheddar av Kvibille Mejeri sedan 1920-talet.